# 高野山村
高野山村（たかのやまむら）は、広島県比婆郡にあった村。現在の庄原市の一部にあたる。

## 地理
江の川支流・神野瀬川の流域で、中国山地で島根県と接する地に位置していた。

## 歴史
- 1889年（明治22年）4月1日、町村制の施行により、恵蘇郡新市村、上湯川村、下湯川村、和南原村、南村、奥門田村、中門田村、下門田村、岡大内村、高暮村、上里原村が合併して村制施行し、高野山村が発足[1][2]。旧村名を継承した新市、上湯川、下湯川、和南原、南、奥門田、中門田、下門田、岡大内、高暮、上里原の11大字を編成。
- 1898年（明治31年）10月1日、郡の統合により比婆郡に所属[1][2]。
- 1902年（明治35年）6月20日、区域が広大で交通不便との理由で高野山村を二分割し、大字新市・上湯川・下湯川・和南原・南は上高野山村を、大字奥門田・中門田・下門田・岡大内・高暮・上里原は下高野山村をそれぞれ新設して廃止された[1][2]。

### 地名の由来
中世には多賀村と称し、山内氏庶流が多賀山内氏・多賀山氏を名乗り、それが地名に転訛したもの。

## 産業
- 農業[1]